# Duna-Bogaya jezici
Duna-Bogaya jezici, malena skupina od dva papuanska jezika koja čini jednu od glavnih grana velike transnovogvinejske porodice. Ukupan broj govornika iznosi nešto preko 11.000, od čega 11.000 otpada na duna ili yuna govornike, i 300 na govornike jezika bogaya (Bogaia, Pogaya) [boq] koji žive u provinciji Southern Highlands, Papua Nova Gvineja.
Prema ranijoj klasifikaciji činili su podskupinu šire (sada nepriznate) skupine centralnih i južnih novogvinejskih jezika.

## Vanjske poveznice
- Ethnologue (14th)